# トニー・ポデスタ
アンソニー・トーマス・ポデスタ（Anthony Thomas Podesta、1943年10月24日 - ）は、アメリカ合衆国のロビイストで、ポデスタ・グループの設立者。ある時期において、トニー・ポデスタはワシントンにおいて最も強力なロビイストかつ資金調達者の一人であると見なされていた。